# هيذر مكاي
هيذر مكاي (بالإنجليزية: Heather McKay)‏ هي لاعبة الاسكواش أسترالية، ولدت في 31 يوليو 1941 في كوينبيان في أستراليا.

## وصلات خارجية
- هيذر مكاي على موقع SquashInfo.com (الإنجليزية)
- هيذر مكاي على موقع قاعة أستراليا للمشاهير الرياضية (الإنجليزية)
- هيذر مكاي على موقع الموسوعة البريطانية (الإنجليزية)